# Piggpottia
Piggpottia (Microbryum davallianum) är en bladmossart som beskrevs av Richard Henry Zander 1993. Piggpottia ingår i släktet pottmossor, och familjen Pottiaceae. Enligt den finländska rödlistan är arten akut hotad i Finland. Arten är reproducerande i Sverige. Artens livsmiljö är kalkstensklippor och kalkbrott. Inga underarter finns listade i Catalogue of Life.